# Passos (Minas Gerais)
Passos es un municipio brasileño del estado de Minas Gerais.

## Geografía
Es cabeza de la Región Geográfica Inmediata de Passos, ubicada en la Región Geográfica Intermedia de Varginha. Con una población estimada de 114.458 habitantes en agosto de 2017, distribuidos en un área total de 1.339 km², es el segundo municipio más poblado de su región intermedia y el 26.º del estado. Se encuentra a 745 metros sobre el nivel del mar y tiene un clima de altitud tropical. La formación de Passos comienza a mediados del siglo XVIII, con las primeras granjas establecidas entre 1780 y 1830. El distrito de Formosa do Senhor Bom Jesus dos Passos fue elevado a Vila Formosa do Senhor dos Passos por Ley 386 del 9 de octubre, siendo desmembrado del municipio de Jacuí en 1.848.  El 14 de mayo de 1858 la sede del municipio recibe el título de Ciudad. La ciudad se destaca como un centro regional, teniendo una economía basada principalmente en la agricultura y la agroindustria.